# تریازولام
تریازولام (به انگلیسی: Triazolam)
رده درمانی: بنزودیازپین‌ها.
اشکال دارویی: قرص

## موارد مصرف
تریازولام یک داروی بنزودیازپین کوتاه‌اثر بوده که در درمان بی خوابی استفاده می‌شود. تریازولام نیز دارای اثرات ضد اضطرابی، آرام بخش، ضد تشنجی و شل‌کننده عضلانی می‌باشد.

## مکانیسم اثر
مانند سایر بنزودیازپین‌ها آگونیست گیرنده‌های بنزودیازپینی بوده که با اثر بر روی گیرنده‌های گاما آمینوبوتیریک اسید و در نهایت ورود یون کلر به نورونها اثرات خود را اعمال می‌کند.